# Hogstads missionsförsamling
Hogstads missionsförsamling är en församling i Hogstad, Mjölby kommun. Församlingen bildades omkring 1976. Den var från början ansluten till Svenska missionsförbundet. Församlingen är numera ansluten till Equmeniakyrkan.

## Församlingens kyrkor
- Hogstads missionshus